# Carlo Matteucci (calciatore)
Carlo Matteucci (Bologna, 14 dicembre 1927 – Bologna, 26 dicembre 2016) è stato un allenatore di calcio e calciatore italiano, di ruolo centrocampista.

## Carriera

### Giocatore
Comincia nel Bologna dove dal 1945 al 1952 totalizzerà 72 presenze di cui 70 in Serie A e 2 nella Coppa Alta Italia segnando 7 gol in massima serie. Sempre con la maglia del Bologna è autore della rete numero 1000.
Nella stagione 1948-1949 gioca una sola partita con la maglia del Padova in Serie A.
Durante la stagione 1955-1956 veste invece la divisa dell'Alessandria in Serie B.
Inoltre ha giocato per Como, Verona e per il Parma, sempre in Serie B. Successivamente giocò col Faenza e si trasferì poi per una stagione a Vienna, giocando dapprima nel First e poi nel FK Austria.
Ha totalizzato complessivamente 71 presenze e 7 reti in Serie A e 83 presenze e 12 reti in Serie B.

### Allenatore
Allena nel 1970 il Bari. Nella stagione 1976-1977 guida invece l'Alcamo sostituendo dopo otto giornate l'allenatore Casisa.
Nel 1978 in Serie C allena il Catania venendo esonerato verso la fine del campionato, sostituito da Guido Mazzetti.

## Palmarès

### Club

#### Competizioni nazionali
- Coppa Alta Italia: 1

Bologna: 1946